# ヒッチコック劇場
『ヒッチコック劇場』（ヒッチコックげきじょう）は、アルフレッド・ヒッチコックが原作・プロデュースしたミステリードラマを放送していたアメリカ合衆国のテレビ番組である。

## 概要
1955年にアメリカCBSで30分のミステリー番組『アルフレッド・ヒッチコック・プレゼンツ』（Alfred Hitchcock Presents）がスタートした。ヒッチコック自らストーリーテラー（解説）と一部作品の監督を手がけ、全7シーズン合計268エピソードが放送された。
30分枠での放送は1962年に一旦終了したが、同年から1時間枠に拡大した『ジ・アルフレッド・ヒッチコック・アワー』（The Alfred Hitchcock Hour）として放送され、最終シーズンのみ放送局をNBCに移して1965年まで続き、全3シーズン合計93エピソードが放送された。
それから20年後の1985年には、『アルフレッド・ヒッチコック・プレゼンツ』のリメイクバージョンが制作された。これは、既に故人となっていたヒッチコックの解説部分にコンピュータグラフィックスによるカラー処理を施したもので、ヒッチコックの作品を忠実に再現していた。
オープニングテーマ曲は、シャルル・グノー作曲の「操り人形の葬送行進曲」である。

## 日本での放送
本作は、日本でも繰り返し放送された。翻訳は団鬼六。1962年まで本編前後に挿入されるヒッチコックの語りの部分は日本語字幕で放送された。しかし「たくみなジョークがそのままファンに伝わらずせっかくのニュアンスを失う」ことから1962年4月から声優による吹き替えに代わり、熊倉一雄・三島雅夫が担当した。
以下に挙げるのは、日本版のタイトルおよびそれらの放送時間である。
- ニッカ ヒッチコック劇場（第1期、日本テレビ）
  - 火曜 20:30 - 21:00（1957年06月25日 - 1957年09月03日）関西地方ではよみうりテレビ開局まで大阪テレビが6日遅れの月曜22:20 - 22:50枠で放送していた。
  - 火曜 21:15 - 21:45（1957年09月10日 - 1959年06月16日）
- ニッカ ヒッチコック劇場（第2期、日本テレビ） - 第2期の初期まではニッカウヰスキーの一社提供で放送。
  - 木曜 20:00 - 20:30（1960年12月22日 - 1961年04月27日）
  - 土曜 21:15 - 21:45（1961年05月06日 - 1962年04月14日、04月21日は土曜22:00 - 22:30）
- ヒッチコック劇場（日本テレビ） - 中期からは市川産業（後のクラウンガスライター、現：広済堂ホールディングス）の一社提供となり、番組タイトルから社名が外れた。
  - 水曜 22:30 - 23:00（1962年05月02日 - 1962年09月26日）
  - 木曜 23:00 - 23:30（1962年10月04日 - 1962年12月27日）

日本テレビ社史『テレビ夢50年』付属DVD-ROM、朝日新聞縮刷版より
- ヒッチコック・サスペンス（関西テレビ）
  - 金曜 20:00 - 21:00 （1963年06月21日 - 1964年02月28日。第1シーズン32話を放送、1964年01月31日以降は再放送）
- 新・ヒッチコックシリーズ（フジテレビ）
  - 水曜 21:45 - 22:45 （1965年01月06日 - 1965年09月29日。第2シーズン32話を放送。1965年08月25日以降は再放送。07月28日はプロボクシング中継のため休止）
- ヒッチコック劇場'86 → '87（テレビ東京） - 日本テレビ時代のスポンサーであるニッカウヰスキーが筆頭スポンサーを務めていた。カラーリメイク版を放送。
  - 水曜 22:00 - 22:30（1986年10月01日 - 1987年03月25日）
- 新作ヒッチコック劇場（テレビ東京）
  - 月曜 22:30 - 23:00（1988年07月18日 - 1988年09月26日）